# Экономическая теория
Экономи́ческая тео́рия или теорети́ческая эконо́мика — общественная наука, которая изучает проблему выбора для достижения поставленной цели в условиях ограниченности ресурсов. Различные экономические теории стремятся выдвинуть предположения (модели), которые опираясь на относительно небольшие наборы данных могли бы достаточно точно предсказывать экономические результаты и позволяли проводить дополнительные исследования.
В современной экономической теории господствует достаточно однородное течение (экономический мейнстрим), ядром которого является неоклассическая школа, но это не синонимы. Границы мейнстрима постепенно меняются, охватывая как старые элементы (классическая политическая экономия, кейнсианство, монетаризм), так и новые (теория игр, теория рациональных ожиданий, новый институционализм) направления.
Экономическая теория состоит из двух основных разделов: микроэкономики и макроэкономики. Её базовые модели и концепции используются в более узких областях науки: в теории экономического роста, экономике развития, международной экономике (теория международной торговли и теория международных финансов), экономике общественного сектора, теории отраслевых рынков, теории аукционов и других областях.
Фундаментом современных экономических взглядов является теория рационального выбора, которая уточняется и корректируется исследованиями в областях поведенческой и экспериментальной экономики. Для моделирования экономических процессов используется также теория игр.
К экономической теории непосредственно примыкают методология экономической науки (эконометрика) и история экономических учений. Кроме того, большое количество исследований проводится на стыке с другими общественными науками: историей, юриспруденцией, криминологией, социологией, политической наукой, а также нейробиологией и психологией (нейроэкономика).

## Предмет экономической теории
Основная задача экономической теории — дать объяснение происходящих событий в экономической жизни с помощью моделей действительности. Поэтому принято различать позитивную экономическую теорию, целью которой является изучение поведения экономических агентов, и нормативную, целью которой является выработка экономической политики.
Предметом изучения экономической теории является поведение экономического агента в условиях определённой экономической системы. Под «Экономическим агентом» подразумевается не реальный человек или группа людей, а упрощенная (идеализированная) модель, удобная для анализа. Для изучения поведения экономика моделирует процесс индивидуального выбора из некоторого набора вариантов при условии ограниченности ресурсов (см. Оптимальное распределение ресурсов). Все экономические процессы на уровне группы и на макроуровне интерпретируются как результат множества индивидуальных решений (см. Микроэкономические обоснования). Корректное агрегирование индивидуальных решений представляет самостоятельную проблему.

## Методы экономической теории

### Теоретические модели
Экономическая теория базируется на методологическом индивидуализме: субъектом принятия решения является некоторый агент, рассматриваемый как неделимое целое. При детальном рассмотрении процесса принятия решения целостный агент может в свою очередь рассматриваться как совокупность индивидов. Примером может служить анализ принятия решений внутри домохозяйства, фирмы. Методологический индивидуализм противостоит методологическому холизму.
Экономические модели часто являются математическим описанием анализируемой ситуации. Иногда может использоваться вербальное (словесное) описание. Построение модели опирается на исходные гипотезы и предпосылки. Задачей моделирования является абстрагирование от лишних деталей и выявление существенных факторов, формирующих результат. Использование математики позволяет сократить количество интерпретаций одной и той же модели.

### Методы экономической теории
1. Метод анализа и синтеза — анализ предполагает разделение рассматриваемого объекта или явления на отдельные части и определение свойств отдельного элемента. С помощью синтеза получают полную картину явления в целом.
2. Метод индукции и дедукции — при методе индукции происходит исследование отдельных фактов, принципов и формирование общих теоретических концепций на основе получения результатов (от частного к общему). Метод дедукции предполагает исследование от общих принципов, законов, когда положения теории распределяются на отдельные явления.
3. Метод системного подхода — рассматривает отдельное явление или процесс как систему, состоящую из определённого количества взаимосвязанных между собой элементов, которые взаимодействуют и оказывают влияние на эффективность всей системы в целом.
4. Метод математического моделирования — представляет построение графических, формализованных моделей, которые в упрощённом виде характеризуют отдельные экономические явления или процессы.
5. Метод научной абстракции — позволяет исключать из рассмотрения отдельные несущественные взаимоотношения между субъектами экономики и концентрировать внимание на рассмотрении нескольких субъектов.

### Эмпирическая проверка гипотез
Теоретические модели строятся на основе гипотез и позволяют формулировать проверяемые следствия. Следствия из моделей тестируются на соответствие наблюдаемым данным. Разработкой методов анализа данных занимается эконометрика. Если проверяемые следствия не соответствуют наблюдаемым данным, то гипотеза и модель на её основе подлежат пересмотру, а могут быть и совсем отвергнуты. 

## Функции экономической теории
1. Теоретическая — изучает и объясняет процессы и явления экономической жизни общества.
2. Мировоззренческая — формирование системного, научного мировоззрения.
3. Критическая —  на основе познания законов, управляющих экономическими процессами и явлениями, вырабатывается механизм хозяйствования, его структура и элементы, активно воздействующие на субъекты рыночной экономики и определяющие их целесообразное поведение.
4. Методологическая — выступает в качестве теоретического фундамента отраслевых наук, функциональных наук и ряда экономических наук, находящихся на стыке различных отраслей знаний.
5. Прогностическая — научные прогнозы развития экономики, выявление перспектив общественного развития.

## Экономические науки
В системе экономических наук выделяют фундаментальные (общие) и прикладные (частные).
Общие: экономическая теория, история экономических учений, экономическая статистика, бухгалтерский учёт.
Частные: межотраслевые (финансы, кредит, управление труда); отраслевые (экономика промышленности, экономика сельского хозяйства, экономика торговли, экономика транспорта); региональные (мировая экономика, экономика регионов, экономика отдельных стран).
Задача фундаментальных наук — познание экономических законов и обоснование путей их эффективного использования.
Прикладные науки используют результаты фундаментальных разработок для решения частных и конкретных практических задач.

## История
Экономическая теория зародилась и сформировалась в недрах философии, и лишь в 17 веке выделилась в политическую экономию.  Становление обособленной экономической науки связывают с маржиналистской революцией в 70-х годах XIX века. Экономическую теорию начинают преподавать в форме отдельных курсов на юридических факультетах университетов; в XX веке появляются особые экономические факультеты, специализированные экономические высшие и средние специальные учебные заведения, экономику начинают изучать в средних школах, лицеях, гимназиях, колледжах.

## Эквиваленты экономической теории
В отечественной и зарубежной литературе широко распространены несколько синонимических названий экономической теории, имеющих разную степень точности и грамматической корректности: «политическая экономия», «экономика», «экономикс», «каталлактика».
Термин «политическая экономия» впервые проявился в 1615 году в названии книги французского учёного А. де Монкретьена «Трактат политической экономии». Это название стало настолько удачным, что являлось общепризнанным обозначением экономической науки вплоть до начала XX века (в России — до XXI века). Данный термин в то время достаточно точно отражал характер экономических исследований, поскольку экономика в странах Европы, государственным строем которых являлась абсолютная монархия, была очень тесно связана с политикой. До сих пор в названиях отдельных научных изданий можно встретить данный термин (например, журнал Чикагского университета именуется «Journal of Political Economy», то есть «Журнал политической экономии»). Однако, в конце концов, большинство экономистов отказалось от подобного обозначения экономической науки.
Научные исследования, согласно Альфреду Маршаллу, должны строиться не в расчёте на практические цели, достижению которых они способствуют, а в соответствии с содержанием самого предмета, которому они посвящены. Экономическая наука должна остерегаться касаться многих политических вопросов, которые практик не может игнорировать. Поэтому, считает Маршалл, её лучше обозначать широким термином «экономическая наука» (англ. economics), чем более узким термином «политическая экономия». Впоследствии термин Маршалла стал наиболее употребительным в англоязычной литературе. (Он обобщил свои взгляды в «Принципах экономикс» (Principles of Economics (Marshall book); 1890 г.). Формально ему предшествовало появление термина «Economics» в 1871 г. в «Теории политической экономии» У. С. Джевонса.) По некоторому мнению, переводить этот термин словом «экономика» не вполне удачно в качестве обозначения науки, прежде всего из-за его многозначности. «Экономика» означает не только науку о хозяйстве, но и само хозяйство: производство, торговлю, фабрики и т. п. Хотя и в английском языке слово «economics» может обозначать как само хозяйство, так и науку о нём.
По мнению многих русскоязычных авторов, слово «экономикс», встречающееся до сих пор во многих изданиях на русском языке, некорректно и неграмотно в силу тех же причин, по которым в русскоязычной литературе физика не транслитерируется как «физикс», а математика — как «математикс» и т. д.

## Основные элементы
Основными элементами экономической теории, на которых основана любая экономическая теория, являются три типа утверждений: утверждения о целях, утверждения об ограничениях, налагаемых на возможности, и утверждения о вариантах выбора.

### Утверждения о целях
Цель есть нечто такое, чего люди желают достичь. Менеджер фирмы может иметь целью получение наибольшей возможной прибыли. Потребитель может стремиться к получению наибольшего возможного материального удовлетворения на данный доход. Люди в любой ситуации могут смешивать то, что они преследуют узко-«экономические» цели с приверженностью к ценностям семьи, социальной ответственностью и так далее. Такие понятия как «цель», «намерение» и «предпочтение» по существу взаимозаменяемы.

### Утверждения об ограничениях
Ввиду феномена редкости ресурсов, возможности людей не беспредельны. Люди всегда сталкиваются с ограничениями: вещи, которые им нужны, сопряжены с альтернативной стоимостью, а многие из них могут быть просто невозможны. Утверждение об ограничениях, налагаемых на множество наличествующих возможностей, — ключевая часть любой экономической теории. Некоторые ограничения относятся к тому, что является физически возможным при данных ресурсах и уровне знаний. Другие ограничения принимают форму не физических пределов, а альтернативной стоимости, часто определяемой в терминах цен.

### Утверждение о вариантах выбора
Заключительным компонентом экономической теории является утверждение о наиболее вероятном выборе, который будет сделан исходя из определённых целей и ограничений, налагаемых на возможности. Например, варианты выбора, которые лежат в основе закона спроса рассматривают потребителей как людей, имеющих целью получение наибольшего возможного удовлетворения при наличии ограничений, накладываемых на их возможности величиной их бюджета, ассортиментом предлагаемых товаров и ценами этих товаров. Исходя из этих целей и ограничений, закон спроса констатирует, что, по всей вероятности, люди предпочтут увеличить свои покупки данного товара, когда цена на него снизится при наличии того, что все остальные условия остались прежними (при прочих равных условиях).

## Экономическая теория и рациональность
Хотя все экономические теории содержат три типа утверждений, тем не менее удачная теория представляет собой нечто большее, чем простой перечень утверждений. Её элементы должны образовывать некое согласованное целое. Понимание структуры экономической теории было бы неполным без обсуждения ключевого допущения, которое служит для того, чтобы связать все три элемента теории в единое целое. Суть этого допущения состоит в том, что люди выбирают наилучший путь к достижению своих целей, исходя из ограничений, с которыми они сталкиваются, то есть люди ведут себя рационально.
Рациональность означает целесообразную деятельность, направленную на достижение цели, исходя из заданных ограничений и наличных возможностей. Понятие рациональности тесно связано с определением экономической теории, в формате проблемы выбора наилучшего способа использования ограниченных ресурсов для удовлетворения человеческих потребностей. Утверждение о том, что одни способы использования ограниченных ресурсов лучше других, и что именно эти лучшие способы люди, как правило, и имеют тенденцию выбирать, точно отражает сущность рациональности.
Допущение о рациональности представляет собой орудие для оформления структуры теорий, относящихся к тому, как люди делают выбор. Затем экономисты вносят дополнения в специфику структуры этих теорий, уточняя, как ведут себя люди в различных ситуациях. Теория рационального выбора является одним из механизмов развития экономической теории.

## Критические мнения
- В ноябре 2008 года королева Великобритании Елизавета II, посещая Лондонскую школу экономики, спросила у экономистов, как они «проглядели» возможность банковского кризиса, «почему никто не смог предвидеть это»? Группа ведущих специалистов направила королеве письмо, в котором извинилась за неумение предсказать финансовый кризис. Главной причиной провала названа «нехватка коллективного воображения у ярчайших умов как в Великобритании, так и по всему миру, которое бы помогло понять риски существующей системы в целом»[11].
- Профессор Кембриджского университета, корейский экономист Ха Джун Чхан в книге «Как устроена экономика»[12] утверждает, что экономика не является наукой, что это вариант политики, что ни одна из экономических школ ни разу не сумела предсказать реальное развитие событий даже в тех областях, на которые ориентирована[13].
- По данным аналитической группы «Диссернет», из примерно 3500 фальсифицированных диссертаций, защищённых в России в 2014—2015 годах, около 40 % относится к экономике, что далеко опережает все другие научные направления по количеству фальсификаций[14].